# Пристигането на делегатите за фотографския конгрес в Лион
„Пристигането на делегатите за фотографския конгрес в Лион“ (на френски: Neuville-sur-Saône: Débarquement du congrès des photographes à Lyon) е френски късометражен документален ням филм от 1895 година, заснет от режисьора и продуцент Луи Люмиер и с участието на Огюст Люмиер и Пиер-Жул-Сезар Янсен. Той е един от първите филми, създадени от братята Люмиер.

## Сюжет
Филмът показва, как делегатите на конгреса и няколко дами слизат от кораба на пристанището. Някои от тях се спират и поздравяват снимащия ги оператор. На заден план се вижда мост над реката.

## В ролите
- Огюст Люмиер
- Пиер-Жул-Сезар Янсен

## Продукция и реализация
Снимките на филма протичат на 11 юни 1895 година по време на организираната за участниците в конгреса на „Фотографското общество“ в Лион екскурзия по река Сона, когато те слизат на кея в град Нювил-сюр-Сон. В наши дни на това място е поставена паметна плоча в чест на проведените там снимки. Някои от делегатите, виждайки камерата, реагират поздравявайки оператора. Един от тях дори се опитва да фотографира случващото се.
Филмът е бързо монтиран и още на 12 юни 1895 година е излъчен пред делегатите при закриването на конгреса, което може да се счита за първата в света демонстрация на кинохроника. За първи път обаче е излъчен пред масовата публика по време на програмата на комерсиалния киносеанс на братята Люмиер в сутерена на „Гранд Кафе“ на „Булеварда на Капуцините“ в Париж на 28 декември 1895 година.